# Karina Hollekim

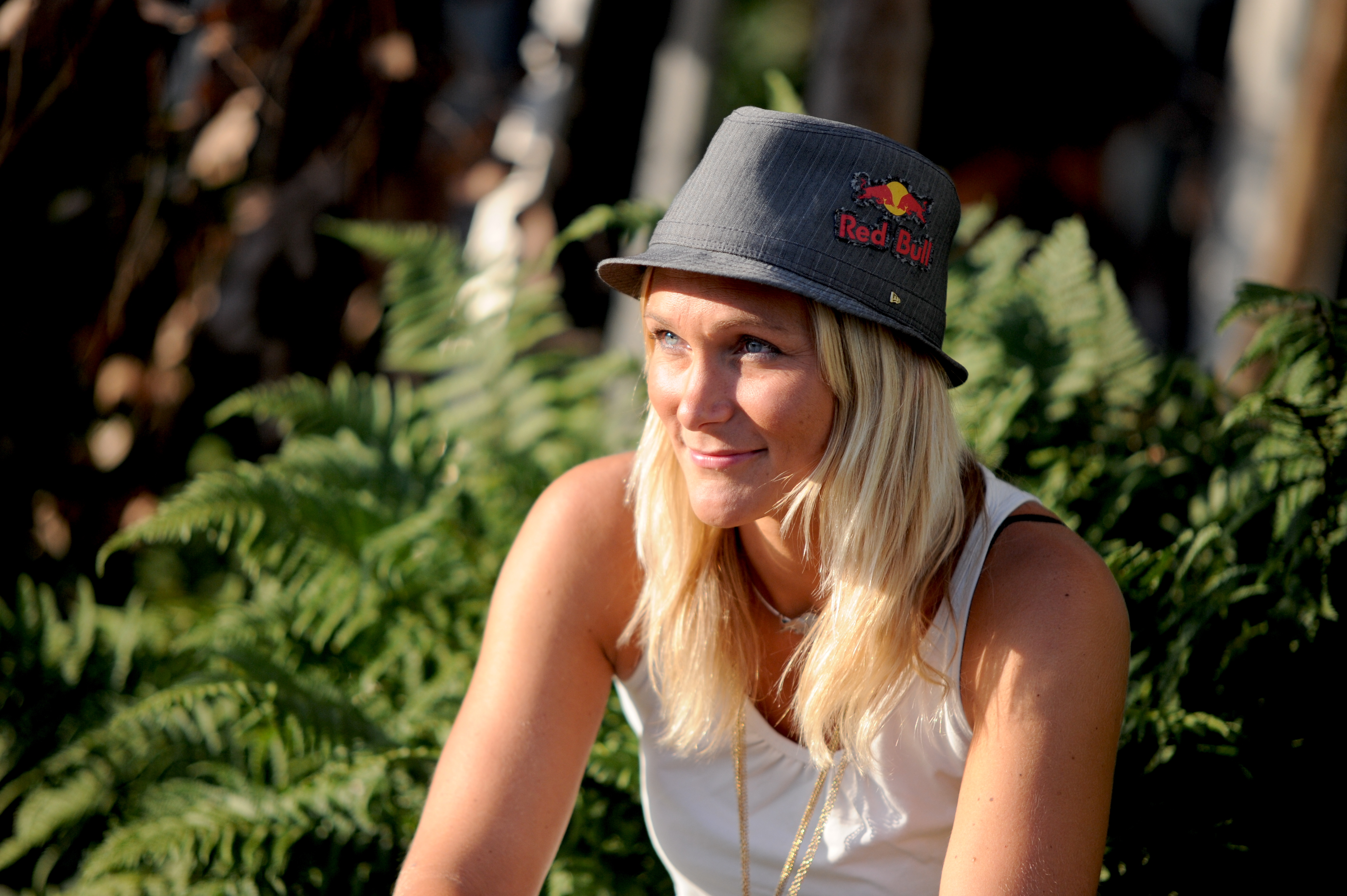
Karina Hollekim, le 02 juin 2009 à Paris.

Karina Hollekim, née le 25 avril 1976, est un BASE jumper et une skieuse de freeride norvégienne. Elle est la première femme a réalisé un ski BASE. 
En août 2006, elle a un accident de parachute durant un saut de routine. Elle touche le sol à plus de 100 km/h et ses jambes sont fracturées à 21 endroits,. Bien que les docteurs ont dit qu'elle ne remarcherait jamais, après 20 opérations, elle recommence à skier. 
Son film biographique 20 Seconds of Joy a gagné deux prix au Banff Mountain Film Festival de 2007, le prix du Best film on Mountainsports ainsi que le People's choice award.
En novembre 2011, Karina Hollekim publie son autobiographie, écrite avec Odd Harald Hauge, Den vidunderlige: følelsen av frykt chez Gyldendal Publishing.